# 董锡玖
董锡玖（1925年—），笔名春柳，女，山东济南人，中国舞蹈史学家，曾任中国舞蹈家协会常务理事。